# 유봉형
유봉형(柳奉馨, 1970년 7월 10일 ~ )은 대한민국의 펜싱 선수, 지도자로 주 종목은 플뢰레이다. 1992년 바로셀로나 하계 올림픽에 참가하였으며, 1994년과 1998년 아시안 게임 등에서 금메달 1개, 동메달 4개를 획득했다.